# Jody Egginton
Jody Egginton, det kan dock förekomma att hans efternamn stavas Eggington i media, född 28 januari 1974, är en brittisk ingenjör som är teknisk direktör för det italienska Formel 1-stallet Racing Bulls.
Han inledde sin karriär inom motorsport 1996 när Egginton fick en anställning hos Tyrrell som designer. Det varade dock bara ett år innan han gick till Xtrac Limited och var designingenjör för växellådor. 1999 började Egginton arbeta för det tyska racingstallet Holzer Motorsport, som då tävlade under namnet Team Opel Holzer, som ingenjör för flera områden som till exempel design och testning. 2004 gick han vidare och den här gången till Aston Martin Racing för att vara ingenjör för Aston Martins sportvagnsracingsstall. Året efter återvände Egginton till F1 och blev raceingenjör för Jordan Grand Prix, han var där fram till 2010. De fem åren han var där fick han se när Jordan Grand Prix blev först Midland F1 Racing och efter det Spyker F1 och slutligen Force India. 2010 började Egginton arbeta för det nya F1-stallet Caterham F1 Team som chefsingenjör. Två år senare blev han befordrad till att vara verksamhetsansvarig. 2014 inledde han en anställning hos Scuderia Toro Rosso som chef för fordonsprestanda och två år senare blev han vice teknisk direktör. 2019 valde Toro Rossos tekniska direktör James Key att lämna stallet för McLaren och man beslutade att befordra Egginton till att bli teknisk direktör.